# Trafford Training Centre
The Aon Training Complex, tidligere kendt som the Trafford Training Centre, men også tit bare kaldt Carrington, er en træningsgrund og akademibase for den engelske Premier League-klub, Manchester United F.C.. Det er beliggende i Greater Manchester. Hovedbygningen blev officielt indviet 26. juli 2000, seks måneder efter førsteholdets første træning på grunden, hvorefter der i 2002 blev tilføjet en akademi-bygning, til klubbens yngste spillere. 
The Trafford Training Centr tog over for The Cliff som klubbens træningsgrund. 
53°25′N 2°22′V / 53.42°N 2.37°V